# Katrín Atladóttir
Katrín Atladóttir (* 15. September 1980) ist eine isländische Badmintonspielerin und Lokalpolitikerin.

## Karriere
Katrín Atladóttir gewann nach mehreren Juniorentiteln 2003 ihre erste nationale Meisterschaft bei den Erwachsenen in Island. Fünf weitere Titel folgten bis 2011. 2007 und 2010 gewann sie die Iceland International.

## Politik
Nach dem Ende ihrer sportlichen Karriere war Katrín politisch tätig. Bei der Parlamentswahl in Island 2016 belegte sie den siebten Platz auf der Kandidatenliste der Unabhängigkeitspartei im Wahlkreis Reykjavík-Süd und rückte bei der Wahl ein Jahr später um einen Sitz vor.
Bei der Stadtratswahl 2018 trat sie erneut auf der Kandidatenliste der Unabhängigkeitspartei an und erreichte den sechsten Platz, was ihr den Einzug in den Stadtrat ermöglichte. Sie war eine Legislaturperiode im Stadtrat, trat jedoch bei der Wahl 2022 nicht mehr zur Wiederwahl an.

## Sportliche Erfolge
| Saison | Veranstaltung                              | Disziplin   | Platz | Name                                     |
| ------ | ------------------------------------------ | ----------- | ----- | ---------------------------------------- |
| 1998   | Island: Einzelmeisterschaften der Junioren | Mixed       | 1     | Magnús Ingi Helgason / Katrín Atladóttir |
| 1998   | Island: Einzelmeisterschaften der Junioren | Dameneinzel | 1     | Katrín Atladóttir                        |
| 1998   | Island: Einzelmeisterschaften der Junioren | Damendoppel | 1     | Katrín Atladóttir / Ragna Ingólfsdóttir  |
| 1999   | Island: Einzelmeisterschaften der Junioren | Damendoppel | 1     | Katrín Atladóttir / Sara Jónsdóttir      |
| 2003   | Island: Einzelmeisterschaften              | Damendoppel | 1     | Ragna Ingólfsdóttir / Katrín Atladóttir  |
| 2007   | Iceland International                      | Damendoppel | 1     | Katrín Atladóttir / Ragna Ingólfsdóttir  |
| 2007   | Island: Einzelmeisterschaften              | Damendoppel | 1     | Ragna Ingólfsdóttir / Katrín Atladóttir  |
| 2008   | Island: Einzelmeisterschaften              | Damendoppel | 1     | Ragna Ingólfsdóttir / Katrín Atladóttir  |
| 2010   | Island: Einzelmeisterschaften              | Damendoppel | 1     | Ragna Ingólfsdóttir / Katrín Atladóttir  |
| 2010   | Iceland International                      | Damendoppel | 1     | Katrín Atladóttir / Ragna Ingólfsdóttir  |
| 2011   | Island: Einzelmeisterschaften              | Damendoppel | 1     | Ragna Ingólfsdóttir / Katrín Atladóttir  |